# Jimbolia
Jimbolia (deutsch Hatzfeld, ungarisch Zsombolya, serbokroatisch Жомбољ Žombolj) ist eine Stadt mit etwa 11.000 Einwohnern im rumänischen Banat, im Kreis Timiș, 40 km westlich von Timișoara. 1333 wurde der Ort erstmals unter dem Namen Chumbul erwähnt. Während der deutschen Kolonisierung des Banats erhielt die Ortschaft 1766 den Namen Hatzfeld. 1887 erschien die erste deutsche Zeitung, die Hatzfelder Zeitung, die 1941 wieder eingestellt wurde. Hatzfeld wurde mit den Beiwörtern „Weimar des Banats“ und „Perle der Banater Heide“ bedacht.

## Nachbarorte
| Banatsko Veliko Selo | Gottlob                                     | Lenauheim |
| Novi Kozarci         | Kompassrose, die auf Nachbargemeinden zeigt | Cărpiniș  |
| Rusko Selo           | Srpska Crnja                                | Checea    |

## Geographie

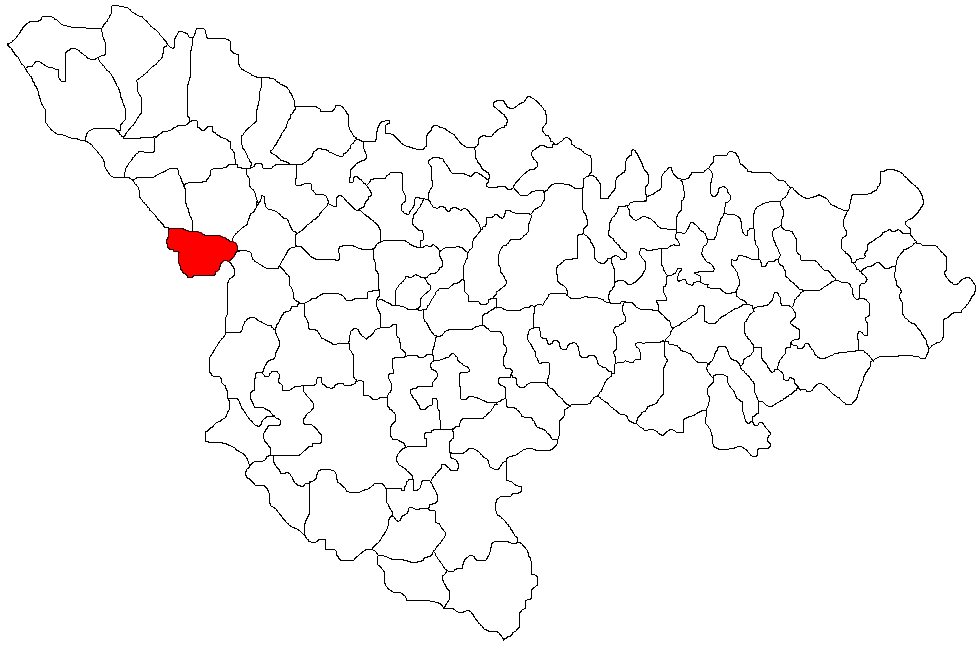
Lage von Jimbolia im Kreis Timiș

Die Stadt Jimbolia liegt im westlichen Teil Rumäniens, 547 km (Eisenbahnstrecke) bzw. 600 km (Landstraße) von Bukarest entfernt. Innerhalb des Kreises Timiș befindet sich Jimbolia an dessen westlichem Rand, an der Grenze zu Serbien. Geographisch gesehen gehört Jimbolia zur Banater Ebene und befindet sich hier wiederum am Übergang zwischen der Temescher und der Maroscher Ebene. Die Stadt liegt etwa 82 m über dem Meeresspiegel. Sie befindet sich an der Kreuzung bedeutender Verbindungswege zwischen Rumänien und dem ex-jugoslawischen Raum und ist ein Grenzübergang sowohl für den Eisenbahn- als auch für den Straßenverkehr.
Hinsichtlich der Einwohnerzahl nimmt Jimbolia auf Landesebene unter den insgesamt 261 Städten Rumäniens Platz 175 ein. Im Rahmen des Kreises belegt es den 4. Platz. Mit 11.113 Einwohnern (laut Volkszählung von 2002) platziert sich die Heidestadt nach Timișoara, Lugoj und Sânnicolau Mare und stellt 1,5 % der gesamten Einwohnerzahl und 2,5 % der Stadtbevölkerung des Kreises.
Die geologische Schichtung ist stark fragmentiert und zeichnet sich durch eine große tektonische Mobilität aus. Von der Bodengestalt her kann man von einer Hatzfelder Ebene als einen Teil der Maroschebene sprechen, die ihrerseits den nördlichen Teil der Banater Ebene bildet. Das Klima charakterisiert sich durch Temperaturen, deren Jahresmittelwerte bei +10,7 °C liegen. Niederschläge fallen im Durchschnitt 570 mm pro Jahr. Hydrographisch gesehen sind die aufsteigenden geothermalen Tiefgewässer typisch für die Umgebung der Stadt. Die für dieses Gebiet charakteristische Weidesteppe wurde größtenteils in Ackerland verwandelt. Die fruchtbaren Äcker sind der Kategorie der Schwarzerdeböden zuzuordnen.

## Geschichte
Die Stadt wurde urkundlich erstmals 1333 erwähnt und firmierte in den literarischen Quellen unter den Bezeichnungen Chumbul, Chombol, Csomboly oder Zsomboly. Sie gehörte zunächst zum Königreich Ungarn, bevor sie 1552 von den Osmanen eingenommen wurde, wobei die ansässige Bevölkerung floh und getötet wurde. Im Frieden von Passarowitz gelangte das Stadtgebiet 1718 unter die Herrschaft der Habsburger, welche es erneut zu kolonisieren begannen.
Neben dem Ort Billed gehörte Hatzfeld zu den ersten Heidedörfern, die nach einem einheitlich geplanten geometrischen Grundriss neugegründet und aufgebaut wurden. Der von dem Impopulationsdirektor Johann Wilhelm Edler von Hildebrand errichtete Ort hat einen quadratischen Grundriss, der durch fünf Längsstraßen und fünf Querstraßen, die einander im rechten Winkel schneiden, geteilt wird.
Ab 1766 kolonisierten süddeutsche Siedler das Gebiet und gründeten die Gemeinden Hartfeld und Landstreu, die zwei Jahre später unter dem Namen Hatzfeld vereinigt wurden. Bis 1791 entwickelte sich die Ortschaft schnell und erhielt Markt- und Jahrmarktrechte. Nach der Revolution 1848/49 wurde die Region Teil des österreichischen Kronlandes Woiwodschaft Serbien und Temeser Banat. In den nächsten Jahren wurde neben dem neuen Stadtviertel Hansdorf 1857 auch eine erste Eisenbahnlinie nach Temesvar eingerichtet. Im Jahre 1861 verfügte Kaiser Franz Joseph I. die erneute Gültigkeit der ungarischen Landesverfassung (Österreichisch-Ungarischer Ausgleich), wodurch die Stadt wie schon vor 1848 wieder zum ungarischen Landesteil gehörte. Unter ungarischer Verwaltung zogen vermehrt Ungarn in die Stadt, welche ab 1899 offiziell Zsombolya genannt wurde. Gleichzeitig erlebte die Stadt in der zweiten Hälfte des 19. Jahrhunderts einen wirtschaftlichen Aufschwung, der mit dem Ausbau der Eisenbahnlinien und der Entstehung von Industriezweigen einherging. Auch entstand das Viertel Futok.
Am Ende des Ersten Weltkrieges 1918 wurde Hatzfeld von Serbien besetzt und erhielt den Namen Žombolj. Die offizielle Angliederung an den SHS-Staat erfolgte durch den Vertrag von Trianon (1920). Mit der Belgrader Konvention vom 24. November 1923 erfolgte eine Grenzbereinigung durch den Austausch einiger Gemeinden. Hatzfeld mit einer 75-prozentigen deutschen Mehrheit ging an Rumänien. Unter rumänischer Verwaltung erfolgte 1924 eine weitere Namensänderung in Jimbolia. Auch die Straßen wurden mit rumänischen Namen versehen. Verstärkt zogen Rumänen in den Ort, der wieder Bezirkssitz wurde. Wirtschaftlich nahm die Stadt einen erneuten Aufschwung, sowohl in der Landwirtschaft als auch in Handwerk und Industrie. Dieser wurde allerdings ab 1929 von der Weltwirtschaftskrise unterbrochen.
Infolge des Waffen-SS Abkommens vom 12. Mai 1943 zwischen der Antonescu-Regierung und Hitler-Deutschland wurden alle deutschstämmigen wehrpflichtigen Männer in die deutsche Armee eingezogen.
Mit der zurückweichenden Ostfront im Zweiten Weltkrieg flüchtete 1944 ein Teil der deutschstämmigen Bevölkerung in Richtung Deutschland. Viele der Zurückgebliebenen wurden 1945 in die Sowjetunion deportiert.
Das Bodenreformgesetz vom 23. März 1945, das die Enteignung der deutschen Bauern in Rumänien vorsah, entzog der ländlichen Bevölkerung aus Hatzfeld die Lebensgrundlage. Das Nationalisierungsgesetz vom 11. Juni 1948 sah die Verstaatlichung aller Industrie- und Handelsbetriebe, Banken und Versicherungen vor, wodurch alle Wirtschaftsbetriebe unabhängig von der ethnischen Zugehörigkeit enteignet wurden. 1951 erfolgten durch den rumänischen Staat Verschleppungen in den Bărăgan. Als die Bărăganverschleppten 1956 heimkehrten, bekamen sie die 1945 enteigneten Häuser und Höfe zurück, der Feldbesitz wurde jedoch kollektiviert. Ein Teil der in Jimbolia verbliebenen und der aus der Sowjetunion und dem Bărăgan zurückkehrenden Deutschen wanderte später nach Deutschland aus.
Im Jahre 1950 erhielt Jimbolia Stadtrecht und war von 1956 bis 1961 Rajonssitz. In diese Zeit fällt ein bedeutender Bevölkerungszuwachs durch rumänische Kolonisten aus der Dobrudscha und der Moldau. Unter der sozialistischen Ordnung wurde der private Landbesitz enteignet und die Betriebe verstaatlicht. Dennoch existierten deutschsprachige Schulen und ein deutschsprachiges Kulturleben. Nach dem Zusammenbruch des Sozialismus kam es nach 1989 zu einer Abwanderung der deutschstämmigen Bevölkerung.
| Jahr | Bevölkerung | Rumänen | Ungarn | Deutsche |
| ---- | ----------- | ------- | ------ | -------- |
| 1880 | 8.621       | 0,4 %   | 5,9 %  | 87,5 %   |
| 1890 | 9.580       | 0,4 %   | 7,5 %  | 89,8 %   |
| 1900 | 10.152      | 0,5 %   | 15,1 % | 82,7 %   |
| 1910 | 10.893      | 1 %     | 20,8 % | 74,2 %   |
| 1930 | 10.873      | 6,1 %   | 19,3 % | 70,3 %   |
| 1941 | 10.781      | 8 %     | 19,2 % | 67,2 %   |
| 1956 | 11.281      | 30,6 %  | 21,5 % | 43,6 %   |
| 1966 | 13.633      | 39 %    | 20,7 % | 36,1 %   |
| 1977 | 14.682      | 41,3 %  | 19,7 % | 34,2 %   |
| 1992 | 11.830      | 66,8 %  | 16,6 % | 9,4 %    |
| 2002 | 11.136      | 72,4 %  | 14,8 % | 4,6 %    |
| 2011 | 10.808      | 7.856   | 1.169  | 310      |
| 2021 | 10.179      | 7.282   | 619    | 151      |

## Kultur und Sehenswürdigkeiten
In Jimbolia kann man folgende Museen besichtigen:
- Muzeul Presei Sever Bocu (Zeitungsmuseum)
- Muzeul Stefan Jäger
- Muzeul Căilor Ferate (Eisenbahnmuseum)
- Muzeul Pompierilor Sfântul Florian (Feuerwehrmuseum)
- Casa Memorială Dr. Karl Diel
- Casa Memorială Petre Stoica (Haus des Dichters)

## Wirtschaft und Infrastruktur
Der Bahnhof Jimbolia an der Bahnstrecke București Nord–Jimbolia ist ein Grenzbahnhof zu Serbien; täglich verkehren Züge nach Bahnhof Timișoara Nord.
Jimbolia liegt an den Straßen Drum național 59A und Drum național 59C.

## Persönlichkeiten
- Karl Kraushaar (1858–1938), Pädagoge, Journalist, Sachbuchautor und Bankier
- Stefan Jäger (1877–1962), Maler
- Peter Jung (1887–1966), Journalist und Dichter
- Peter Heinrich (1890–1944), Politiker und Abgeordneter
- Peter Maurus (1909–1968), deutscher Landtagsabgeordneter der CDU in Baden-Württemberg
- Alexander Krischan (1921–2009), Historiker
- Gerhard Neuner (* 1941), deutscher Germanist, Anglist und Hochschullehrer
- Herbert-Werner Mühlroth (* 1963), Publizist und Übersetzer